# Udo Baumbach
Hartwig Udo Baumbach (* 24. September 1935 in Weberstedt; † 30. November 2022) war ein deutscher Museologe, Ethnograph, Historiker und Sachbuchautor.

## Leben
Baumbach schloss 1959 sein Studium an der Fachschule für Heimatmuseen im Schloss Neu-Augustusburg in Weißenfels als Museologe ab. Der Titel seiner Abschlussarbeit lautete „Die sozialökonomische und kulturelle Entwicklung in Plauen/Vogtland in der Zeit von 1850/1900“. Ab 1966 absolvierte Baumbach ein Fernstudium der Ethnographie an der Humboldt-Universität zu Berlin, das er 1970 als Diplom-Ethnograph unter der Betreuung durch Paul Nedo beendete.
Baumbach übernahm 1959 die Leitung von Schloss Rochlitz und dem dazugehörigen Museum, die er bis zum Jahr 2000 ausübte. Der Erhalt des Schlosses Rochlitz in der Zeit der DDR ist ihm maßgeblich zu verdanken. Zusätzlich war Baumbach ehrenamtlich als Kreisdenkmalpfleger und Kreisbodendenkmalpfleger tätig. Neben seinen Forschungen und der Verwaltungstätigkeit für Schloss Rochlitz setzte sich Baumbach für den Erhalt des historischen Stadtbildes von Rochlitz ein. Er veröffentlichte eine Vielzahl von Aufsätzen und mehrere Sachbücher zur Regionalgeschichte Mittelsachsens. Baumbach lebte in Rochlitz.

## Werke
- Rochsburg, 1960
- Ein Hochzeitspokal aus Grimmaer Werkstatt, 1964, In: Heimatkalender für die Kreise Wurzen, Oschatz, Grimma, 1964. S. 110–113
- Rochlitzer Wanderbuch, 1967[4], 2. überarbeitete Auflage 1978, mit anderen Autoren OCLC 174426957
- Zur Veränderung der Sozialstruktur und Entwicklung des Gemeinschaftslebens in Weberstedt seit 1945, Diplomarbeit, Humboldt-Universität zu Berlin, 1970
- 800 Jahre Seelitz, 1974
- Penig. Überblick über die geschichtliche Entwicklung, 1977, OCLC 499978435
- 1000 Jahre Lastau, 1981, OCLC 174488707
- Gemeinde zu Frankenau 650 Jahre, 1982, OCLC 313381361
- Clara Zetkin-Gedenkstätte Wiederau, 1982, Redaktion, auch andere Autoren OCLC 251765705
- Rochlitz – Stadt des roten Porphyrs: ein historischer Rückblick, 1991, Geiger-Verlag, ISBN 3-89264-548-5
- Die Straßennamen der Stadt Rochlitz: ein Lexikon zur Stadtgeschichte, 1994, Sax-Verlag, ISBN 978-3-930076-06-2
- Zur Baufolge an der Burg Rochlitz, 1994, In: Burgenforschung aus Sachsen 3/4 (1994), S. 33–57
- 1000 Jahre Rochlitz. Festschrift, 1995, Herausgeber und Autor einzelner Beiträge, Sax-Verlag, ISBN 978-3-930076-16-1
- 1000 Jahre Rochlitz. Bilder einer Stadt, 1995, Heimatverlag M. Lehmann und Partner, OCLC 312472395
- Schloss Rochlitz: ein Führer durch Burg, Museum und Geschichte, 1995, Sax-Verlag, ISBN 978-3-930076-10-9
- Das Fürstenhaus des Schlosses Rochlitz, ein repräsentativer Saalbau um 1375/80, 1999, mit Stefan Reuther, In: Burgenforschung aus Sachsen (1998) S. 187–199, Beier und Beran, ISBN 978-3-930036-37-0
- Die wettinischen Grafen von Rochlitz und ihre Bedeutung für die Besiedlung des Rochlitzer Landes, 2001, In: Zur Besiedlungsgeschichte der Region Rochlitz – Chemnitz – Glauchau. S. 29–50, Miriquidi-Verlag, ISBN 978-3-9806774-7-9
- Schloss Rochlitz: fürstliche Residenz, Witwensitz, Verbannungsort, 2002, Edition Leipzig, ISBN 978-3-361-00549-5
- Schloss Rochlitz und die sowjetische Geheimpolizei, 2014, Sax-Verlag, ISBN 978-3-86729-133-0
- Weberstedt am Hainich und die Familie Baumbach, 2024, Verlag Rockstuhl, ISBN 978-3-959-66749-4 (unvollendet, postum veröffentlicht)

## Ehrungen und Auszeichnungen
- 1970 Johann-Gottlieb-Fichte-Preis der Humboldt-Universität zu Berlin
- 1980 Johannes-R.-Becher-Medaille des Kulturbundes der DDR
- 2005 Sächsischer Verdienstorden
- 2012 Andreas-Möller-Geschichtspreis der Stiftung für Kunst und Kultur der Sparkasse Mittelsachsen[5]